# World Doubles Championships 1996
Il World Doubles Championships 1996 è stato un torneo di tennis che si è giocato al Craiglockhart Tennis Centre di Edimburgo in Scozia dal 22 al 25 maggio su campi in terra rossa. È stata la 21ª edizione del torneo.

## Campionesse

### Doppio
Nicole Arendt /  Manon Bollegraf hanno battuto in finale  Gigi Fernández /  Nataša Zvereva con il punteggio di 6–3, 2–6, 7–6